# Maya Harrisson
Maya Harrisson (Duas Barras, 3 de março de 1992) é uma esquiadora brasileira de esqui alpino, que representou o Brasil nos Jogos Olímpicos de Inverno de 2010 terminando a prova de slalom na quadragésima oitava posição.